# ناثان فيليبي
ناثان فيليبي بيدريالي (بالبرتغالية: Natan Felipe Bedriali) (مواليد 29 يناير 2000) هو لاعب كرة قدم برازيلي ، يجيد اللعب في مركز الدفاع.
لعب سابقاً في نادي الوصل و نادي البطائح.